# Адольф Пауль
Адольф Пауль (нім. Adolf Paul; 6 січня 1863, Броме, Швеція — 30 вересня 1943, Берлін, Третій Рейх) — німецько-шведсько-фінський письменник, драматург і сценарист.    

## Біографія
Народився на острові Броме на озері Венерн у Швеції. Закінчив курс в землеробської академії в Таммела. Пізніше займався землеробством на фермі батька в Руіссало. У 1886 році вступив до музичної академії у Гельсінгфорсі. Навчався у Ф. Бузоні.
З 1889 року жив у Шарлоттенбурзі, передмісті Великого Берліна, де займався літературною творчістю. 
Видав цілий ряд повістей і романів, але більш відомий як драматург. Найбільшим успіхом користувалася його велика історична п'єса «Християн II» (1897), багато разів йшла в Гельсінгфорсі, Стокгольмі та Любеку. Автор сам перекладач свої твори різними мовами. 
Дружив з письменником Августом Стріндбергом, біографом якого він був, композитором Яном Сібеліусом, художниками Едвардом Мунком і Акселі Галлен-Каллелою.

## Цікавий факт

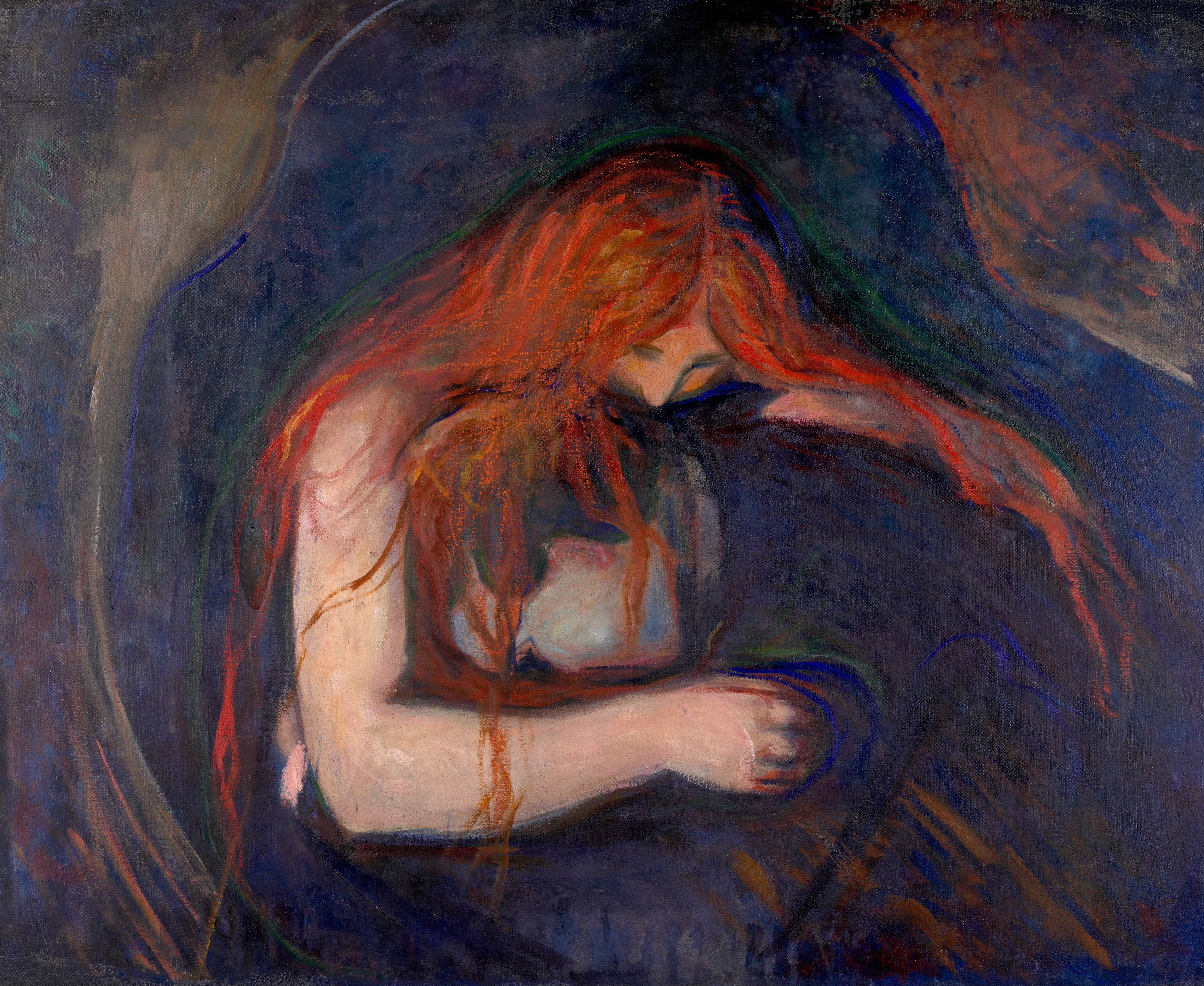
Е. Мунк. «Вампір». 1893 р.

А. Пауль в 1893 році послужив моделлю для образу чоловіка на картині Едварда Мунка «Вампір».

## Вибрані твори

### Романи
- Die Teufelskirche: Komödie in drei Akten, Schuster & Loeffler, 1905
- Jung-Hansens Liebesbriefe, G.Müller Verlag, München 1911
- Exzellenz Unterrock, Albert Langen Verlag, München, etwa um 1915 (Verfilmt 1920)
- Wenn die Kosaken kommen, G. Müller, München 1916 2. Aufl.
- Stille Teilhaber, G. Müller, München 1916
- Der bewußte Jemand, A. Langen, München 1917
- Das heilige Donnerwetter Albert Langen - Georg Müller, München 1918
- Die Tänzerin Barberina. Roman aus der Zeit Friedrichs des Großen., Albert Langen Verlag, München / Berlin, Deutsche Buch-Gemeinschaft um 1915
- Fiorenza: Frühlingsreise in eine blühende Stadt, Schünemann, Bremen 1955

### П'єси
- Wie die Sünde in die Welt kam. Ein Legendenspiel, Reiss Verlag, Berlin 1909
- Lola Montez. Schauspiel in drei Akten. Albert Langen Verlag, München, 1917

### Літературні біографії
- Strindberg-Erinnerungen und Briefe, München 1924
- Der Einfluß Walter Scotts auf die epische Technik Theodor Fontanes, Priebatsch's Buchhandlung, Breslau, 1934

### Кіносценарії
- 1913: Das schwarze Los
- 1918: Mitternacht
- 1919: Die Teufelskirche
- 1919: Die Augen im Walde
- 1920: Die Tänzerin Barberina
- 1926: The Palace of Pleasure
- 1930: One Mad Kiss
- 1930: El precio de un beso